# Pat Walshe
Pat Walshe (* 26. Juli 1900 in New York; † 11. Dezember 1991 in Los Angeles, Kalifornien) war ein US-amerikanischer, minderwüchsiger Schauspieler.

## Leben und Karriere
Bereits im Alter von zehn Jahren hatte Pat Walshe seine ersten Auftritte in Vaudeville-Theatern. Drei Jahre später war er erstmals am New Yorker Broadway im Stück A Good Little Devil zu sehen, in dem unter anderem auch Lillian Gish und Mary Pickford mitwirkten. Er arbeitete in den 1920er- und 1930er-Jahren bei europäischen Zirkussen sowie in kleinwüchsigen Darstellergruppen. Wegen seiner kleinwüchsigen Statur von rund 1,12 Meter verkörperte er oft Tiere, zumal er deren Stimmen und Bewegungen exzellent nachmachen konnte. Wegen dieser Fähigkeit wurde Walshe auch für die Rolle von Nikko, dem König der fliegenden Affen, im Hollywood-Filmklassiker Der Zauberer von Oz (1939) verpflichtet. In dieser Rolle sprach er zwar kein Wort, wurde aber dennoch mit den wichtigen Darstellern im Filmvorspann genannt. Er drehte anschließend noch drei weitere Filme.
Da er fast bis zu seinem Tod als Künstler auf der Bühne stand, konnte er eine außergewöhnlich lange Showkarriere von etwa 80 Jahren vorweisen. Pat Walshe starb im Alter von 91 Jahren in Los Angeles und wurde dort im Westwood Village Memorial Park Cemetery begraben.

## Filmografie
- 1939: Der Zauberer von Oz (The Wizard of Oz)
- 1949: Pinky
- 1949: Entscheidung am Fluß (Roseanna McCoy)
- 1950: Unter Geheimbefehl (Panic in the Streets)
- 1979: 1941 – Wo bitte geht’s nach Hollywood (1941) (als Double)